# Shing Mun River
Shing Mun River (kinesisk: 城門河) er en flod i Sha Tin i Hongkong, Kina.

## Historie
Den naturlige Shing Mun River har sit udspring i Needle Hill og løber ind i den tidligere Sha Tin Hoi, en lavvandet bugt. Da Sha Tin Hoi blev tørlagt og lavet til en ny by, blev Shing Mun River forlænget med en 7 km lang og 200 m bred kunstig kanal midt i området og løber nu ud i Tolo-havnen. Andre floder, der mundede ud i Sha Tin Hoi er samtidig blevet til bifloder til Shing Mun River eller en af dens nullaher (drænkanaler). 
Shing Mun River kanalen går fra Tai Wai området gennem bymidten af Sha Tin til Tolo-havnen. De tre vigtigste bifloder er Tai Wai Nullah, Fo Tan Nullah og Siu Lek Yuen Nullah. Langs Shing Mun River er der skyskrabere med beboelse, erhverv og industri suppleret med talrige forstadsagtige bebyggelser, der er skudt op omkring centrum. Adskillige broer er opført som forbindelser mellem bydele på hver side af floden.

## Forureningsproblemer
Shing Min River var tidligere stærkt forurenet af ukritiske udledninger af husdyrgødning og affald fra industri, erhverv og husholdninger. Den samlede organiske forurening fra disse udledninger svarede til en befolkning på 160.000 i 1980'erne. På den tid var der stort set ikke liv tilbage i floden.
Vandkvaliteten i Shing Mun River er forbedret fra 'dårlig' til 'god' ifølge Water Quality Index fra 1993 til nu. Livet er vendt tilbage til floden i form af hvirvelløse dyr og fisk.
En kunstig flodbred er blevet etableret på et 250 m langt afsnit af floden nær Man Lai Court, hvor der er relativt kraftig aflejringer og lugtgener.

## Nuværende anvendelse
Selv om Shing Mun River først og fremmest er beregnet til bortledning af stormvand fra Sha Tin med et afvandingsområde på 37 km², er det også et populært sted til rekreative formål som vandre- og cykelture langs bredden. Den er også meget anvendt til vandsport som roning, kano- og kajaksejlads og dragebådssejlads. Der er to bådhuse i floden ved henholdsvis Yuen Wo Road og Shek Mun. Der er en robane på 2000 m, der anvendes til regattaer.
22°22′25″N 114°09′59″Ø / 22.3735°N 114.1664°Ø